# Xystrota tumidaria
Xystrota tumidaria är en fjärilsart som beskrevs av Heinrich Benno Möschler 1890. Xystrota tumidaria ingår i släktet Xystrota och familjen mätare. Inga underarter finns listade i Catalogue of Life.